# Barna füzikelombgébics
A barna füzikelombgébics (Tunchiornis ochraceiceps) a madarak osztályának verébalakúak (Passeriformes) rendjébe és a lombgébicsfélék (Vireonidae) családjába tartozó Tunchiornis nem egyetlen faja.

## Rendszerezése
A fajt Philip Lutley Sclater angol ornitológus írta le 1859-ben, a Hylophilus nembe  Hylophilus ochraceiceps néven. Egyes szervezetek jelenleg is ide sorolják.

## Alfajai
- Tunchiornis ochraceiceps bulunensis Hartert, 1902
- Tunchiornis ochraceiceps ferrugineifrons P. L. Sclater, 1862
- Tunchiornis ochraceiceps luteifrons P. L. Sclater, 1881
- Tunchiornis ochraceiceps lutescens (E. Snethlage, 1914)
- Tunchiornis ochraceiceps nelsoni (Todd, 1929)
- Tunchiornis ochraceiceps ochraceiceps P. L. Sclater, 1860
- Tunchiornis ochraceiceps pacificus Parkes, 1991
- Tunchiornis ochraceiceps pallidipectus (Ridgway, 1903)
- Tunchiornis ochraceiceps rubrifrons P. L. Sclater & Salvin, 1867
- Tunchiornis ochraceiceps viridior (Todd, 1929)

## Előfordulása
Mexikó, Belize, Costa Rica, Honduras, Nicaragua, Panama, Bolívia, Brazília, Kolumbia, Ecuador, Guatemala, Guyana, Peru és Venezuela területén honos. Természetes élőhelyei a szubtrópusi vagy trópusi síkvidéki és hegyi esőerdők. Állandó, nem vonuló faj.

## Megjelenése
Testhossza 13 centiméter.

## Életmódja
Ízeltlábúakkal és gyümölcsökkel táplálkozik.

## Természetvédelmi helyzete
Az elterjedési területe rendkívül nagy, egyedszáma ugyan csökken, de még nem éri el a kritikus szintet. A Természetvédelmi Világszövetség Vörös listáján nem fenyegetett fajként szerepel.